# Cupa Mondială de Baschet Masculin din 2023 - Grupa A
Grupa A de la Cupa Mondială de Baschet Masculin din 2023 a fost o grupă preliminară din cadrul Cupei Mondiale de Baschet Masculin din 2023 care și-a desfășurat meciurile la Philippine Arena, Bocaue și 
Araneta Coliseum, Quezon City. Echipele care au făcut parte din această grupă au fost: Angola, Republica Dominicană, Filipine și Italia. Fiecare echipă a jucat cu fiecare echipă, primele două calificându-se pentru a doua rundă, iar ultimele două pentru stabilirea clasamentului.

## Echipe
| Echipă               | Calificare                  | Calificare        | Apariție | Apariție | Apariție     | Cea mai bună preformanță | CM |
| Echipă               | Ca                          | Dată              | Ultima   | Total    | Continuitate | Cea mai bună preformanță | CM |
| -------------------- | --------------------------- | ----------------- | -------- | -------- | ------------ | ------------------------ | -- |
| Angola               | Primele trei din grupa E    | 25 februarie 2023 | 2019     | 9        | 6            | locul 9 (2006)           | 41 |
| Filipine             | Țară gazdă                  | 9 decembrie 2017  | 2019     | 7        | 3            | locul 3 (1954)           | 40 |
| Republica Dominicană | Primele trei din Grupa E    | 26 februarie 2023 | 2019     | 4        | 3            | locul 12 (1978)          | 23 |
| Italia               | Primele trei locuri Grupa L | 14 noiembrie 2022 | 2019     | 10       | 2            | locul 4 (1970, 1978)     | 10 |

## Clasament
| Loc | Echipa               | M | V | Î | PM  | PP  | DP  | P | Calificare                               |
| --- | -------------------- | - | - | - | --- | --- | --- | - | ---------------------------------------- |
| 1   | Republica Dominicană | 3 | 3 | 0 | 249 | 230 | +19 | 6 | Avansează în Etapa a doua                |
| 2   | Italia               | 3 | 2 | 1 | 253 | 237 | +16 | 5 | Avansează în Etapa a doua                |
| 3   | Angola               | 3 | 1 | 2 | 214 | 226 | -12 | 4 | Calificare pentru meciurile de clasament |
| 4   | Filipine             | 3 | 0 | 3 | 234 | 257 | -23 | 3 | Calificare pentru meciurile de clasament |

Legendă:
M = meciuri jucate, V = victorii, Î = înfrângeri, PM = puncte marcate, PP = puncte primite, DP = diferență de puncte, P = puncte

## Meciuri

### Angola vs. Italia
| 25 august 2023 16:00 |

| Boxscore |

| Angola                                                | 67–81 | Italia                                           |
| Scorul pe sferturi: 17–23, 23–20, 17–18, 10–20        |       |                                                  |
| Pt: Dundão 19 Rec: cinci jucători 5 Pase: Gonçalves 4 |       | Pt: Fontecchio 19 Rec: Polonara 7 Pase: Spissu 7 |

### Republica Dominicană vs. Filipine
| 25 august 2023 20:00 |

| Boxscore |

| Republica Dominicană                           | 87–81 | Filipine                                                  |
| Scorul pe sferturi: 22–18, 20–24, 24–22, 21–17 |       |                                                           |
| Pt: Towns 26 Rec: Towns 10 Pase: Feliz 8       |       | Pt: Clarkson 28 Rec: Clarkson, Fajardo 7 Pase: Clarkson 7 |

### Italia vs. Republica Dominicană
| 27 august 2023 16:00 |

| Boxscore |

| Italia                                         | 82–87 | Republica Dominicană                              |
| Scorul pe sferturi: 19–13, 20–25, 17–31, 26–18 |       |                                                   |
| Pt: Spissu 17 Rec: Melli 7 Pase: Spissu 4      |       | Pt: Feliz, Towns 24 Rec: Towns 11 Pase: Montero 9 |

### Filipine vs. Angola
| 27 august 2023 20:00 |

| Boxscore |

| Filipine                                        | 70–80 | Angola                                                   |
| Scorul pe sferturi: 19–12, 14–24, 19–20, 18–24  |       |                                                          |
| Pt: Clarkson 21 Rec: Fajardo 7 Pase: Clarkson 7 |       | Pt: Gonçalves 17 Rec: Bango, Fernando 7 Pase: Domingos 7 |

### Angola vs. Republica Dominicană
| 29 august 2023 16:00 |

| Boxscore |

| Angola                                         | 67–75 | Republica Dominicană                   |
| Scorul pe sferturi: 11–20, 21–17, 18–12, 17–26 |       |                                        |
| Pt: De Sousa 19 Rec: De Sousa 9 Pase: Dundão 7 |       | Pt: Feliz 17 Rec: Liz 8 Pase: Solano 4 |

### Filipine vs. Italia
| 29 august 2023 20:00 |

| Boxscore |

| Filipine                                       | 83–90 | Italia                                                |
| Scorul pe sferturi: 23–20, 16–28, 21–25, 23–17 |       |                                                       |
| Pt: Clarkson 23 Rec: Edu 8 Pase: Clarkson 6    |       | Pt: Fontecchio 18 Rec: trei jucători 6 Pase: Spissu 9 |